# صفاء أبو السعود
صفاء أبو السعود (9 أكتوبر 1950 -)، ممثلة وإعلامية مصرية.

## عن حياتها
بدأت حياتها بالالتحاق بمعهد الكونسرفتوار وحصلت على الدبلوم من المعهد عام 1967 وبعد ذلك حصلت عام 1972 على دبلوم المعهد العالي للسينما قسم الإخراج، وشاركت في العديد من الأعمال السينمائية منذ ستينات وبداية سبعينيات القرن العشرين، كما أن لديها العديد من المسرحيات والأوبريتات الخاصة بالأطفال.
طرحت في ثمانينات القرن العشرين أغنية عن العيد بعنوان «أهلاً بالعيد» أصبحت أغنيتها إحدى أشهر الأغاني في الأعياد في الوطن العربي.

### حياتها الأسرية
متزوجة من رجل الأعمال السعودي الراحل صالح كامل، وهو أحد أكبر رجال الأعمال في العالم العربي ومالك شبكة راديو وتلفزيون العرب ART وكان رئيس بلدية جدة لمده عشر سنوات منذ 2009 وحتى 2019,ويوجد لها برنامج منتظم شهير تقدمه علي قناة قناة الأفلام التابعة ل art وهو برنامج «ساعة صفا» تستضيف فيه مجموعة من مشاهير الفنانين المصريين والعرب.

## أعمالها

### من الأفلام
- هي والرجال.
- هو والنساء.
- لالا يا حبيبي.
- رضا بوند.
- أوهام الحب.
- المتعة والعذاب.
- عماشة في الأدغال.
- عندما يغني الحب.
- السلم الخلفي.
- البنات والحب.
- الزواج السعيد.
- إمبراطورية المعلم.
- بمبة كشر.
- شياطين إلى الابد.
- المهم الحب.
- ملوك الضحك.
- البحث عن المتاعب.
- غرميات عازب.
- ملك التاكسي.
- أزواج طائشون.
- المزيكا في خطر.
- إلى المأذون يا حبيبي.
- الحلوة والغبي.
- الزوج المحترم.
- أولاد الحلال.
- اللعبة.
- الرغبة والثمن.
- شباب يرقص فوق النار.
- احترس من المجانين.

### من المسرحيات
- أجمل لقاء في العالم.
- أولادنا في لندن.
- موسيكا في الحي الشرقي.

### من المسلسلات
- إلا دمعة حزن.
- النهر والتماسيح.
- ملكة من الجنوب.
- غوايش.
- الخيزران.
- محمد رسول الله إلي العالم
- هي والمستحيل.
- برج الحظ.
- ضيوف مزعجين جدا.
- لا أله الا الله (مسلسل) الجزء الأول

الجوارح

### البرامج
- أوراق سينمائية.
- ساعة صفا.
- سهراية.

## روابط خارجية
- صفاء أبو السعود على موقع الدهليز
- صفاء أبو السعود على موقع قاعدة بيانات الأفلام العربية